# Pagània

El territori dels narentians(en vermell) o Pagània el en relació als seus veïns.

Pagània o Narentània va ser un petit territori de la costa dàlmata controlat pels eslaus anomenats narentians o neretvians (Neretljani), que deuen el seu nom al riu Neretva, i a voltes també anomenats arentans. Van viure entre els rius Neretva i Cetina. Van ser molt actius en activitats marineres i de pirateria des del segle ix al segle xi.
Antiga possessió romana de la Dalmàcia, Constantí VII diu d'ells que descendien dels serbis blancs, és a dir sense baptisme o pagans, que van acompanyar el príncep serbi que va demanar protecció de l'emperador Heracli. L'emperador també apunta que el territori de la Pagània havia estat devastat pels àvars i es va repoblar en època d'Heracli. Per tant, se'ls va donar territoris en aquelles terres. Els pagans són anomenats així perquè no van acceptar batejar-se quan ho van fer la resta de serbis, diu que en la llengua dels romans, en llatí, aquesta terra és coneguda como Arenta i els seus habitants arentani. Controlen les ciutats de Mokron, Beroullia, Ostrok i Slavinetza. A més, posseïen les illes costaneres de Kourkra o Kiker, on hi havia una ciutat, una altra illa gran, Meleta o Malozeatai, i Phara i Bratzis.
Van ocupar una varietat de poblacions ubicades enmig de pantans i grans canals de la boca del Neretva, que en molts casos els servien de refugi. Van llançar-se a la mar ben aviat i dedicar-se a la pirateria, de fet es té notícia de la seva expedició al llarg de l'Adriàtica per atacar els territoris de Benevento el 642. Van ser una de les flotes més actives de la mar Adriàtica dedicada a la pirateria, juntament amb les àrabs, arreu de la costa italiana, però especialment de la República de Venècia, el que va dificultar enormement el comerç en aquesta mar. El 839, els venecians van realitzar un gran atac contra ells, i els neretians van tenir el suport de la ciutat romana de Dubrovnik, rival comercial de Venècia. Els venecians van tenir èxit i van forçar els pirates a signar un tractat, tanmateix que duraria poc perquè la dècada de 840 es torna a esmentar els naretians com a pirates perillosos. Venècia va haver de pagar tributs als eslaus de la costa, especialment als narentans, per salvaguardar-se d'ells, el va pagar ocasionalment fins almenys l'any 996.
Mentrestant, a la mateixa època la influència i prestigi romans d'Orient van augmentar entre diverses tribus eslaves, que van acceptar la seva sobirania, com és el cas de Trebinje, Duklja i Zahumlje. Només Pagània es va negar a acceptar-ho fins a l'any 871, quan la flota romana d'Orient va obligar-los a claudicar.
 En aquest moment encara eren pagans, de fet segons Vlasto el territori dels narentans no tenia cap ciutat gran ni cap bisbat, a diferència dels altres territoris controlats per eslaus, serien els darrers eslaus a convertir-se al cristianisme, tot i que no totalment fins a l'any 900.
Cap al 900, Pere de Sèrbia va incorporar aquest territori als seus dominis. Anys més tard el territori formava part del Croàcia, però el 949 succeeix una guerra civil que aprofiten diversos territoris per separar-se'n, entre ells Pagània, que va tornar a les seves antigues activitats de pirateria; Fine esmenta que és possible que no les haguessin abandonat mai i que fins i tot no estaven totalment sotmesos al seu sobirà. En aquest moment se'ls van unir mariners de les illes d'Hvar, Brae i Vis. Aquests activitats van continuar fins a final de segle, quan el 998, Venècia va estendre el seu domini sobre les antigues viles romanes d'Orient en nom de l'emperador, mentre els croats hi havia ecos novament de guerra civil. A causa de l'augment de poder de Venècia sobre Dalmàcia, els neretians es van veure amenaçats, de fet van entrar en un clar declivi quan els venecians i els croats van intervenir en una batalla naval contra ells. Encara el 1165, en el context de guerra entre l'Imperi Romà d'Orient i Hongria, els romans van iniciar una conquesta de la costa dàlmata, i van subjugar els Kačić, la família que exercia el govern sobre els neretians. De fet, Pagània va ser dominada pels Kačić, família de pirates, i que eren ducs d'Omis i actuaven de forma independent. El 1167, el duc Nicolau Kačić va signar un tractar amb Kotor promotent no atacar cap vaixell d'aquella illa, quelcom que encara indica que encara tenien una part de poder en la costa dàlmata.